# دورآخور
دورآخور(به زبان محلی: دولاخور) نام منطقه‌ای در شرق شهرستان فراهان کنونی است. در کتاب تاریخ اراک از ده‌های تابعه این منطقه خورزن، سهل آباد، احمد آباد، ابراهیم آباد، کارچان،ملک آباد، عمروآباد، ورزنه و شهوه نام برده  شده که همگی اکنون در شهرستان اراک قرار دارند.